# (4763) Ride
(4763) Ride es un asteroide perteneciente al cinturón de asteroides, descubierto el 22 de enero de 1983 por Edward Bowell desde la Estación Anderson Mesa (condado de Coconino, cerca de Flagstaff, Arizona, Estados Unidos).

## Designación y nombre
Designado provisionalmente como 1983 BM. Fue nombrado Ride en honor a Sally K. Ride, la primera mujer estadounidense en viajar al espacio. Desde el año 1978 hasta el año 1987 participó en misiones del transbordador espacial Space Shuttle para enviar satélites científicos al espacio.

## Características orbitales
Ride está situado a una distancia media del Sol de 2,658 ua, pudiendo alejarse hasta 2,925 ua y acercarse hasta 2,391 ua. Su excentricidad es 0,100 y la inclinación orbital 11,40 grados. Emplea 1583 días en completar una órbita alrededor del Sol.

## Características físicas
La magnitud absoluta de Ride es 12,3. Tiene 10,248 km de diámetro y su albedo se estima en 0,243.